# テレサ・チェプラ

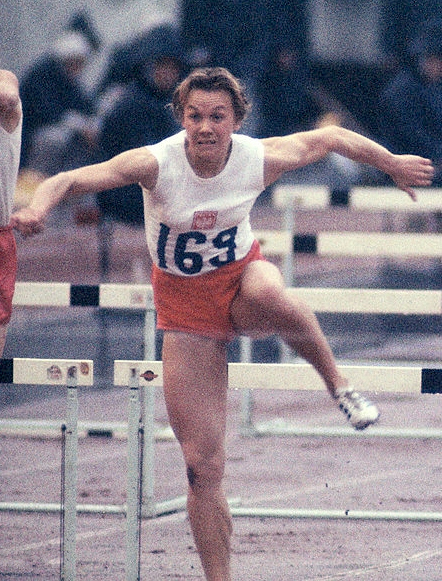
1964年東京オリンピックでのチェプラ

テレサ・バーバラ・チェプラ (Teresa Barbara Ciepły-Wieczorek、1937年10月19日- 2006年3月8日)は、ポーランドの陸上競技選手。1964年東京オリンピックの金メダリストである。

## 経歴
チェプラは、1960年代前半を代表する女性スプリンターで、1960年ローマオリンピックでは、4×100mリレーに出場。バルバラ・ヤニシェフスカ、ツェリーナ・イェショノフスカ、ハリナ・ゴレツカとともに45.0秒で、アメリカ、ドイツに次いで銅メダルを獲得。
2年後の、1962年にベオグラードで開催されたヨーロッパ選手権では、80mハードルと4×100mリレーで金メダル。100mでは、イギリスのドロシー・ハイマン、西ドイツのユッタ・ハイネに次いで銅メダルと活躍。
そして、チェプラがもっとも活躍したのが、1964年の東京オリンピックであった。この大会、4×100mリレーでは、イレーナ・キルシェンステイン、ハリナ・ゴレツカ、エワ・クロブコフスカとともに出場し、43.6秒の世界新記録で金メダルを獲得。4年前の銅メダルを超える結果を残す。さらに80mハードルにも出場。金メダルを獲得したドイツのカリン・バルツァーと同タイムながら、惜しくも銀メダルとなった。